# Konan Mevel
Konan Mevel est un musicien, réalisateur et photographe breton originaire de Pontivy (Morbihan). Multi-instrumentiste, il joue de différentes cornemuses (Great Highland bagpipe, biniou, veuze, Northumbrian pipes, uilleann pipes, gaïta et MIDI-pipes), d'autres instruments celtes (flûtes, pibgorn, carnyx, lyre), basse, percussions et des instruments de musiques électroniques. Il est également compositeur, arrangeur et ingénieur du son.
Il est le fondateur des groupes Kad, Skilda, membre du groupe Tri Yann depuis 1999 et a collaboré avec Alan Simon, Alan Stivell, Kohann... Évoluant dans la musique celtique, il a beaucoup voyagé en Irlande, au Pays de Galles, en Écosse, en Cornouailles...

## Biographie
Dès l'âge de dix ans, il est sonneur de cornemuse dans le bagad de la Kerlenn Pondi. Il commence la photographie à onze ans avec un appareil offert par sa grand-mère, avec lequel il remporte son premier concours photo quelques années plus tard. Il commence une carrière de professeur d'anglais. 

Au début des années 1990, il fonde le groupe Kadwaladyr (devenu Kad puis Belshama) avec sa sœur Bleunwenn et son frère Gurvan. Le groupe invite des invités sur ses albums, comme Gilles Servat et Dan Ar Braz.

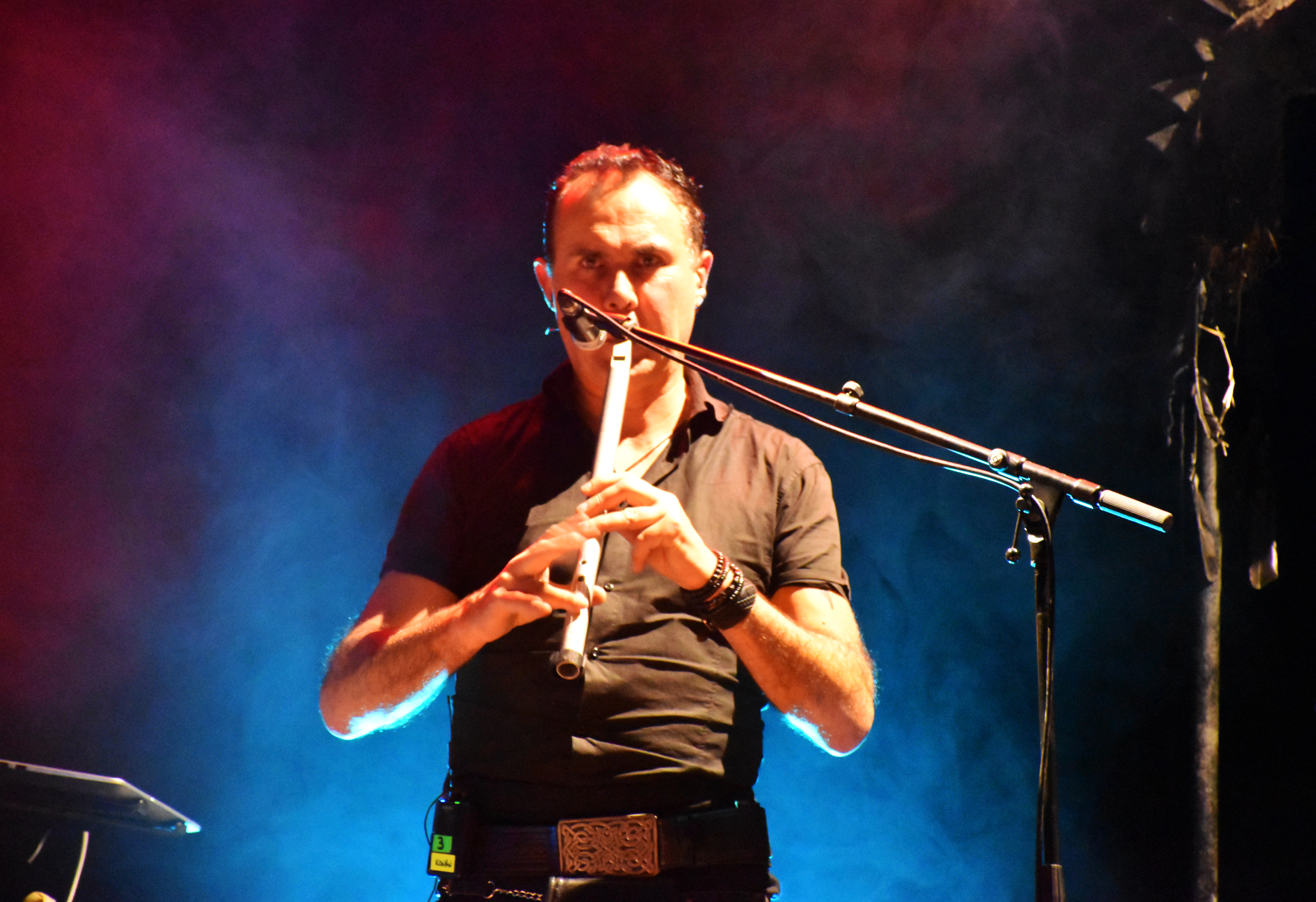
Konan Mevel à la flûte en 2018 avec Alan Stivell.

Konan Mevel rejoint le groupe Tri Yann en janvier 1999 où il a intégré ses instruments celtiques (whistles, cornemuses) et instruments électroniques (sax midi, midipipe, samples). Il participe depuis lors aux différents albums et tournées.
Avec son frère Gurvan, il fonde le groupe Skilda en 2001, rejoints par la chanteuse Kohann en 2008.
En 2007, l'album Hypnotic de Kohann signe la rencontre avec Konan Mevel, qui s'occupe de la programmation K-bass, « son invention, sa signature ». L'album illustre le film La Journée de la jupe avec Isabelle Adjani. 
Il participe aux grands spectacles portés par Alan Simon : Anne de Bretagne (album et tournées 2010-2012), Excalibur (en concert et pour les albums studio III et IV), Tristan et Yseult. En 2015, il commence le tournage de son premier film, inspiré des légendes celtiques. Depuis 2017 il accompagne Alan Stivell en tournée et participe à l'enregistrement de l'album Human~Kelt en 2018.
Le 7 septembre 2019, sur la plage de Ty Anquer en Ploéven, il tourne et réalise la dernière scène du dernier clip des Tri Yann.
En janvier 2021, Konan et Kohann proposent leur nouveau projet, Widilma, un « neo-folk band ».

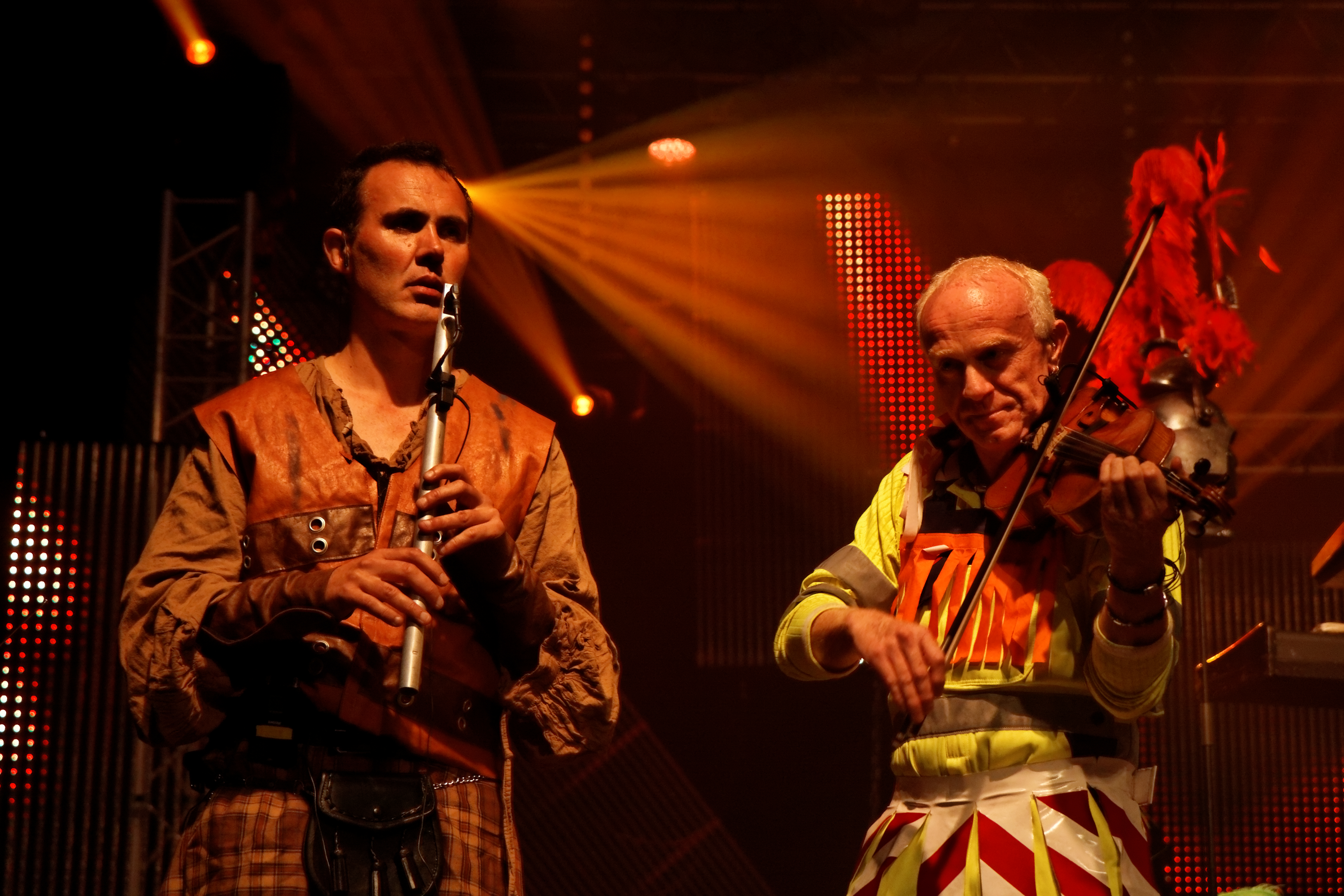
A la flûte avec Tri Yann
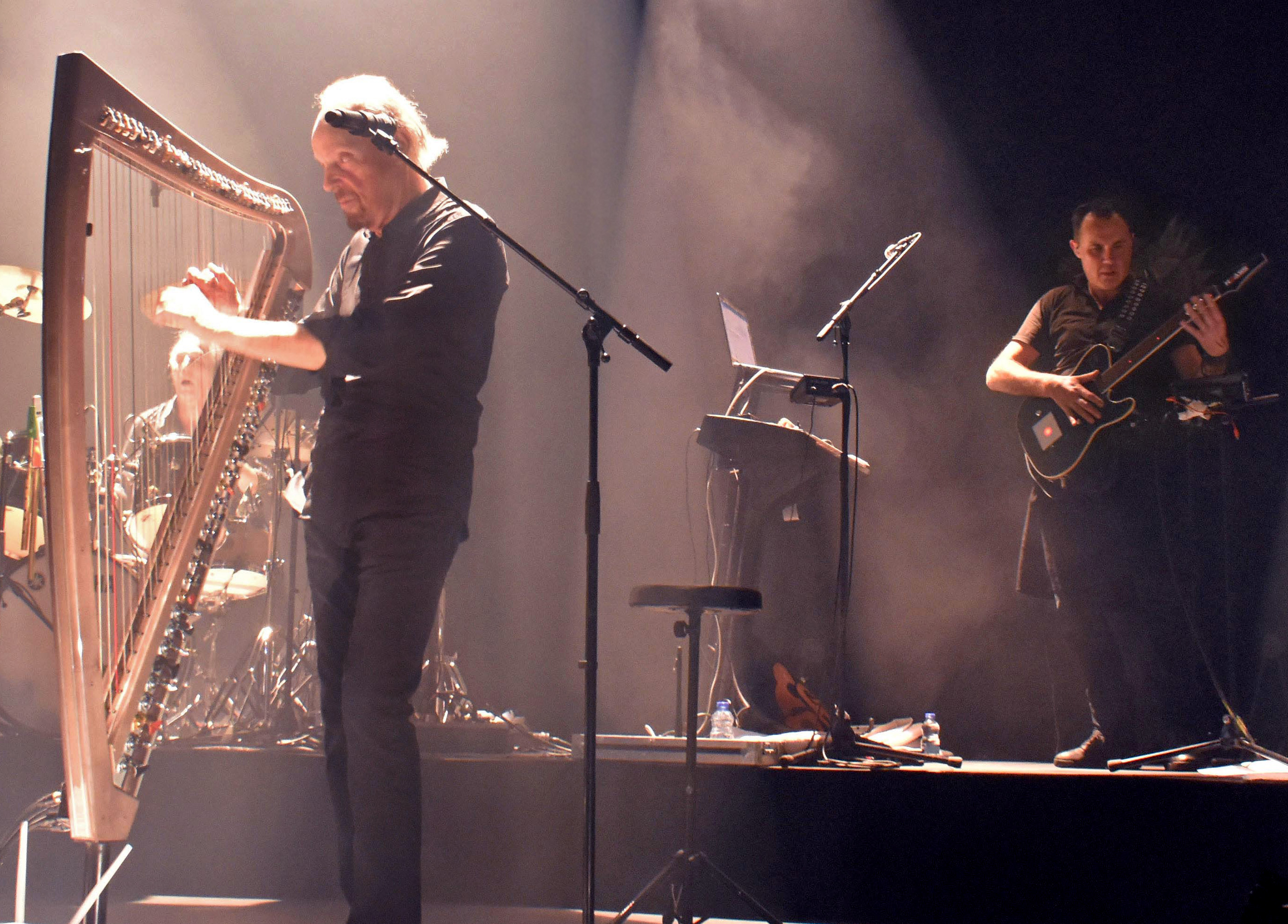
À la basse sans cordes avec Alan Stivell
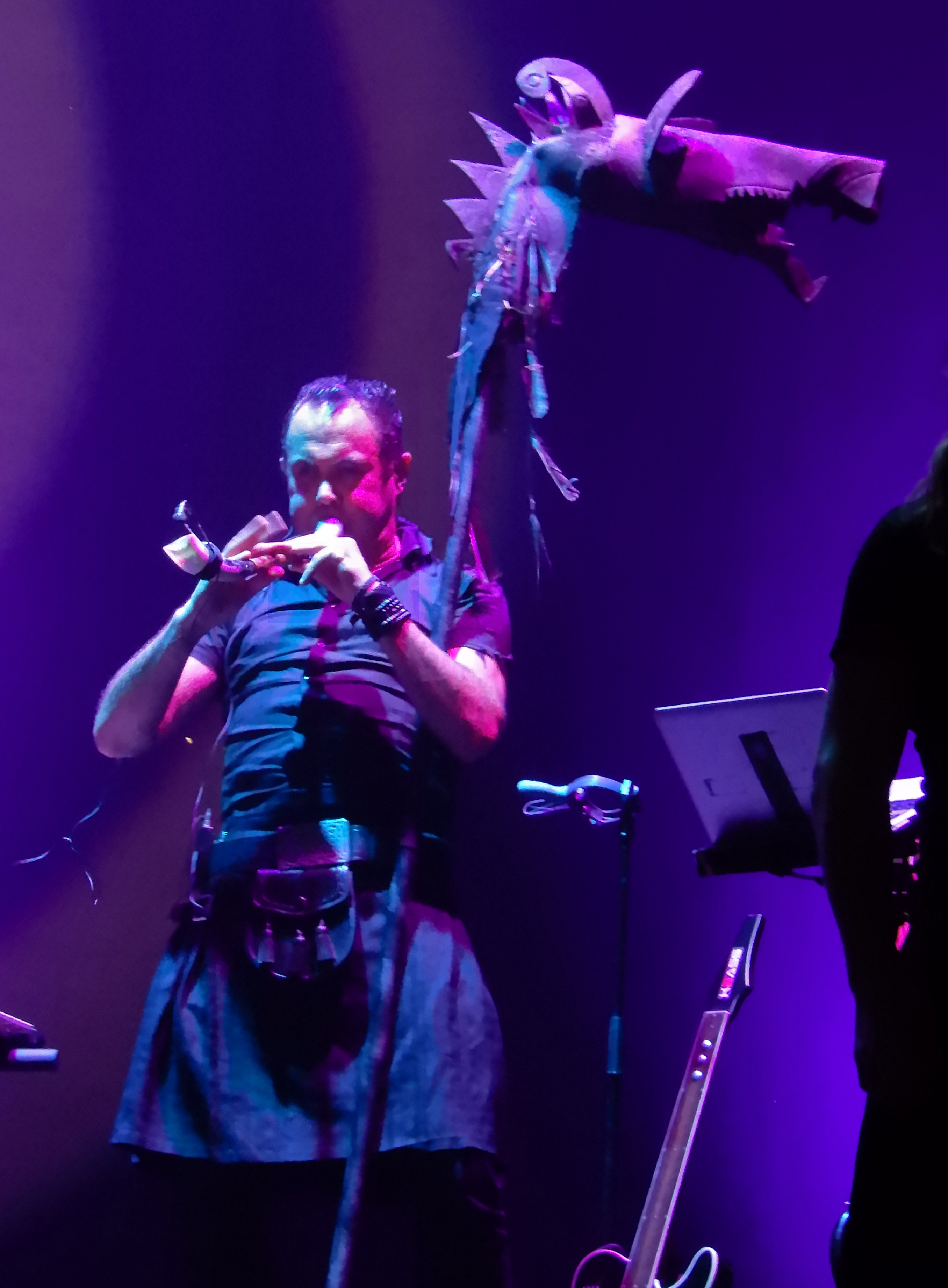
Au pibgorn avec Alan Stivell
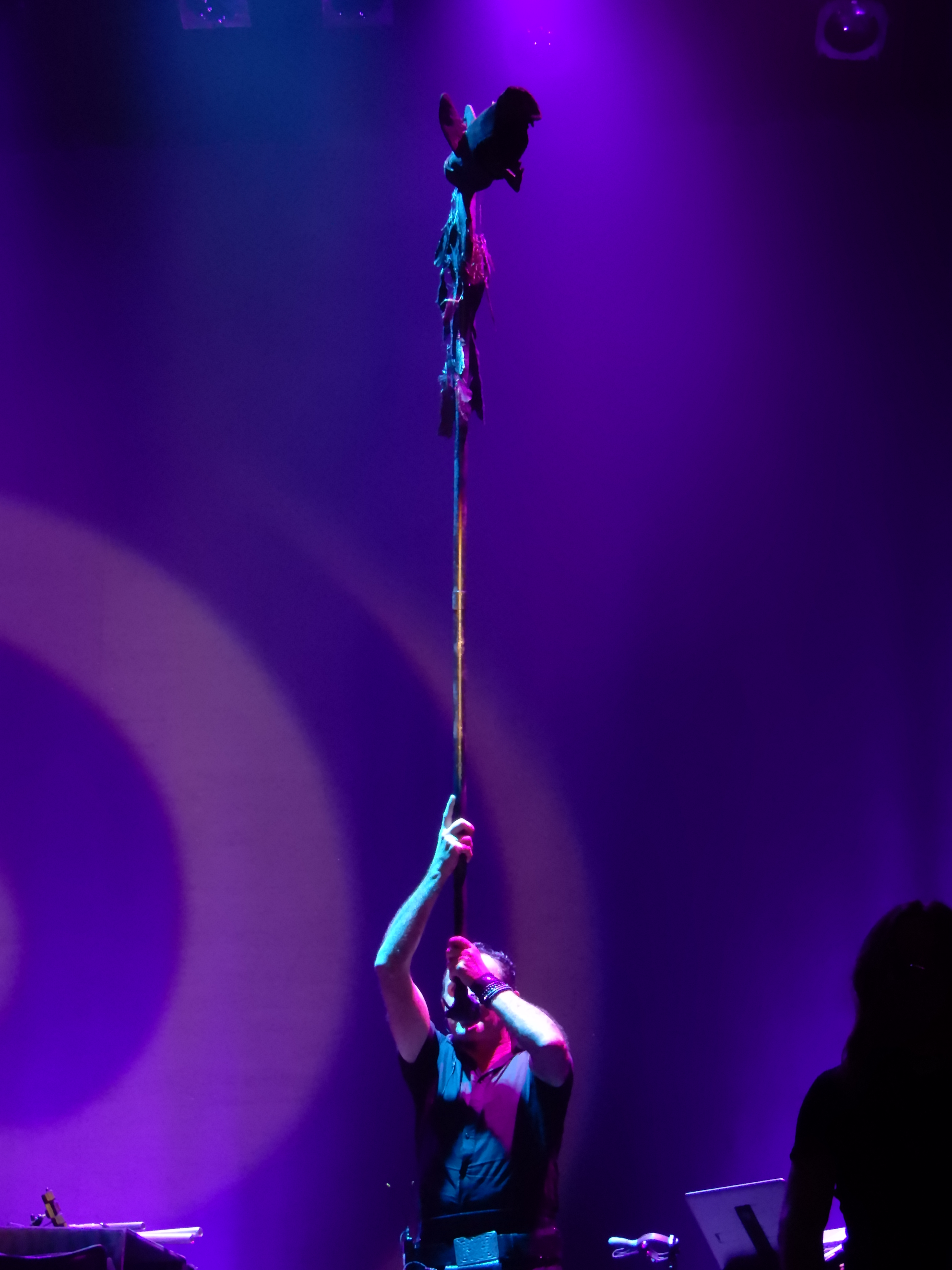
Au carnyx avec Alan Stivell
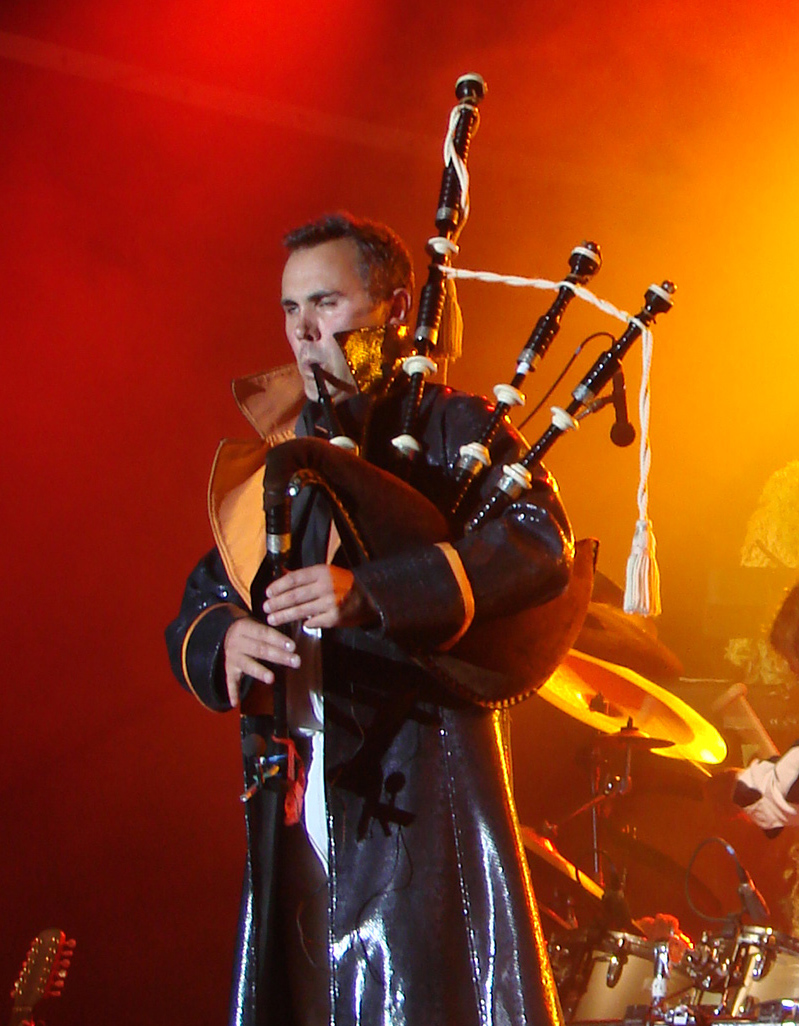
À la cornemuse avec Tri Yann
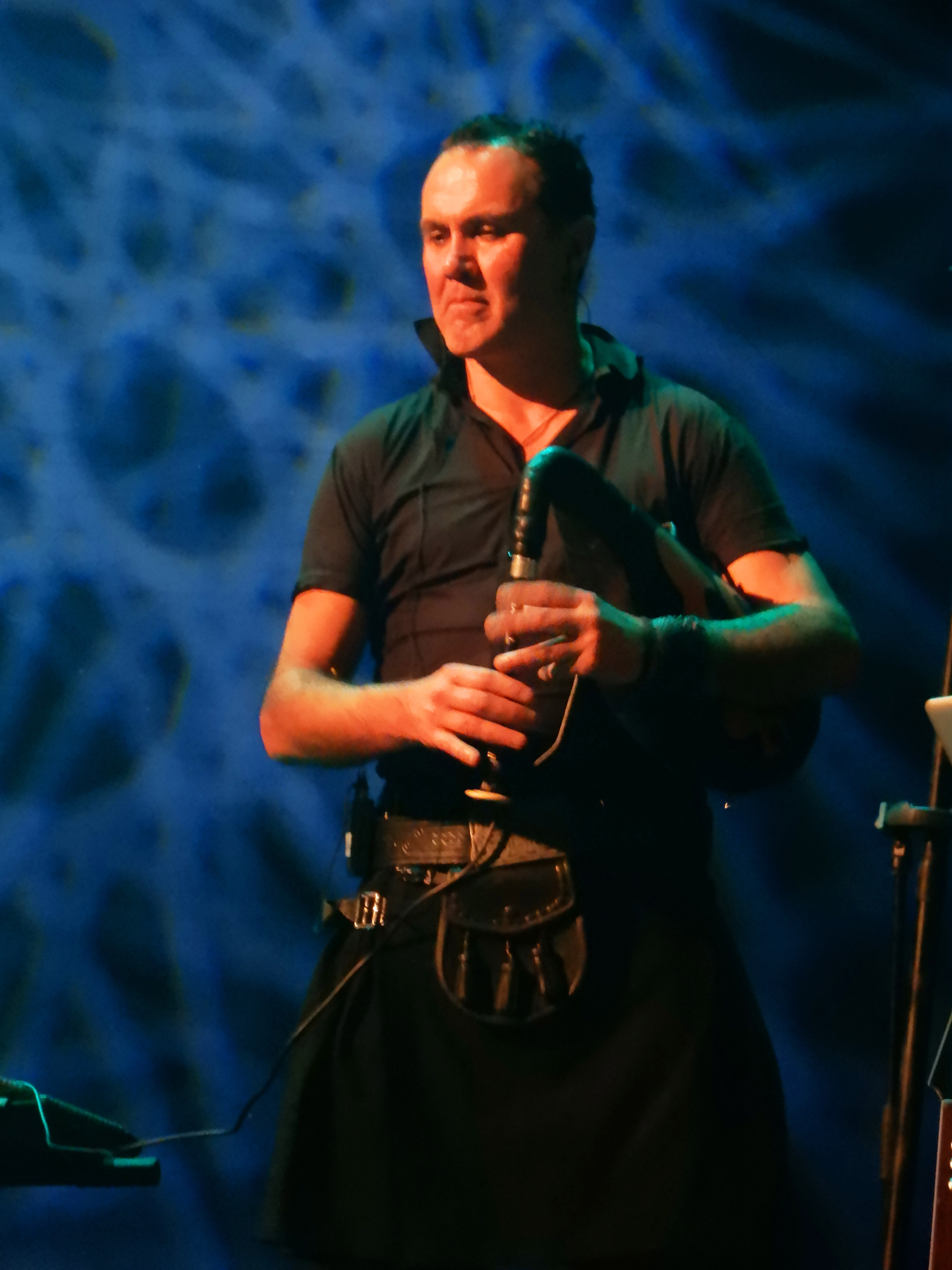
Au MidiPipe
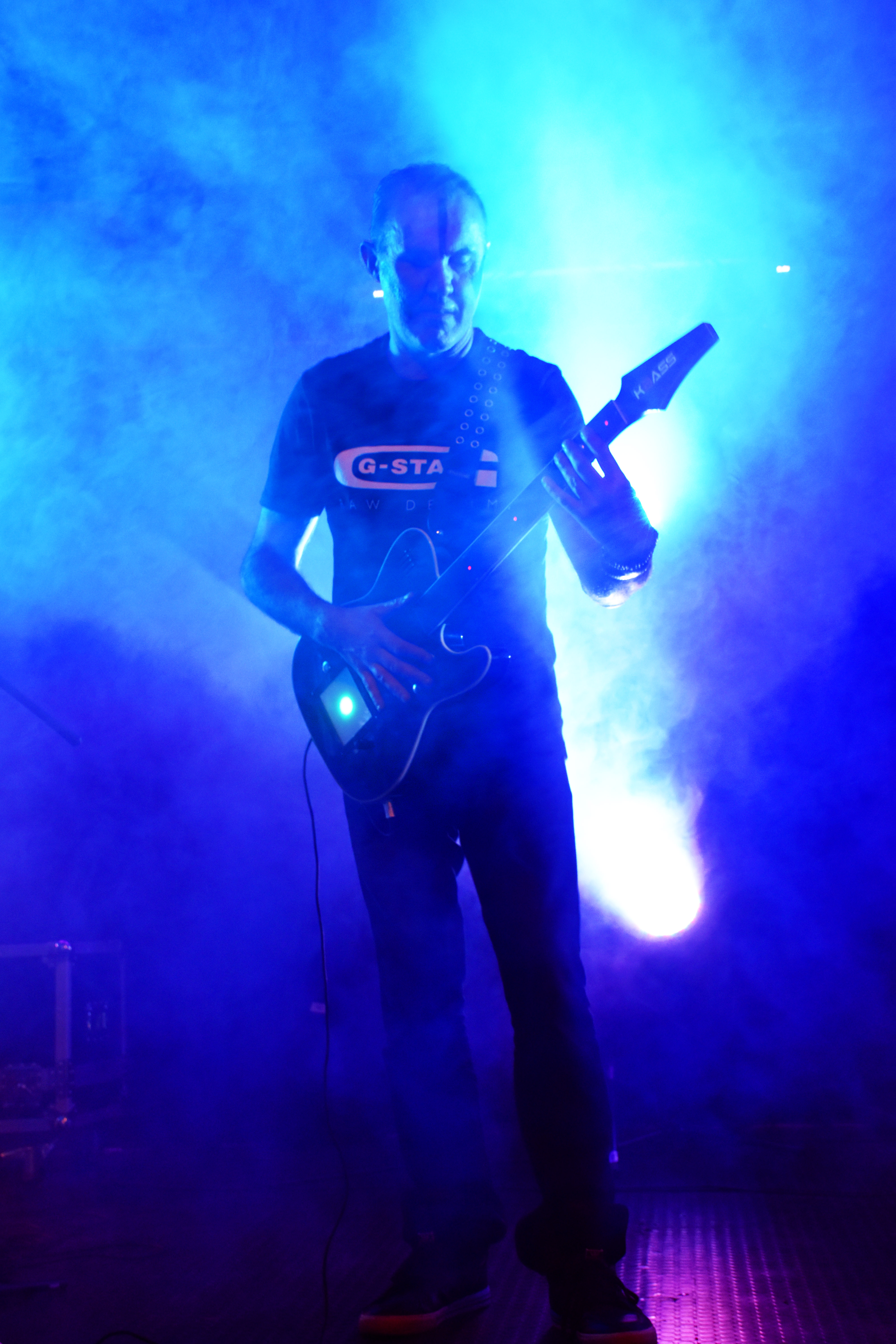
Avec Skilda en août 2019
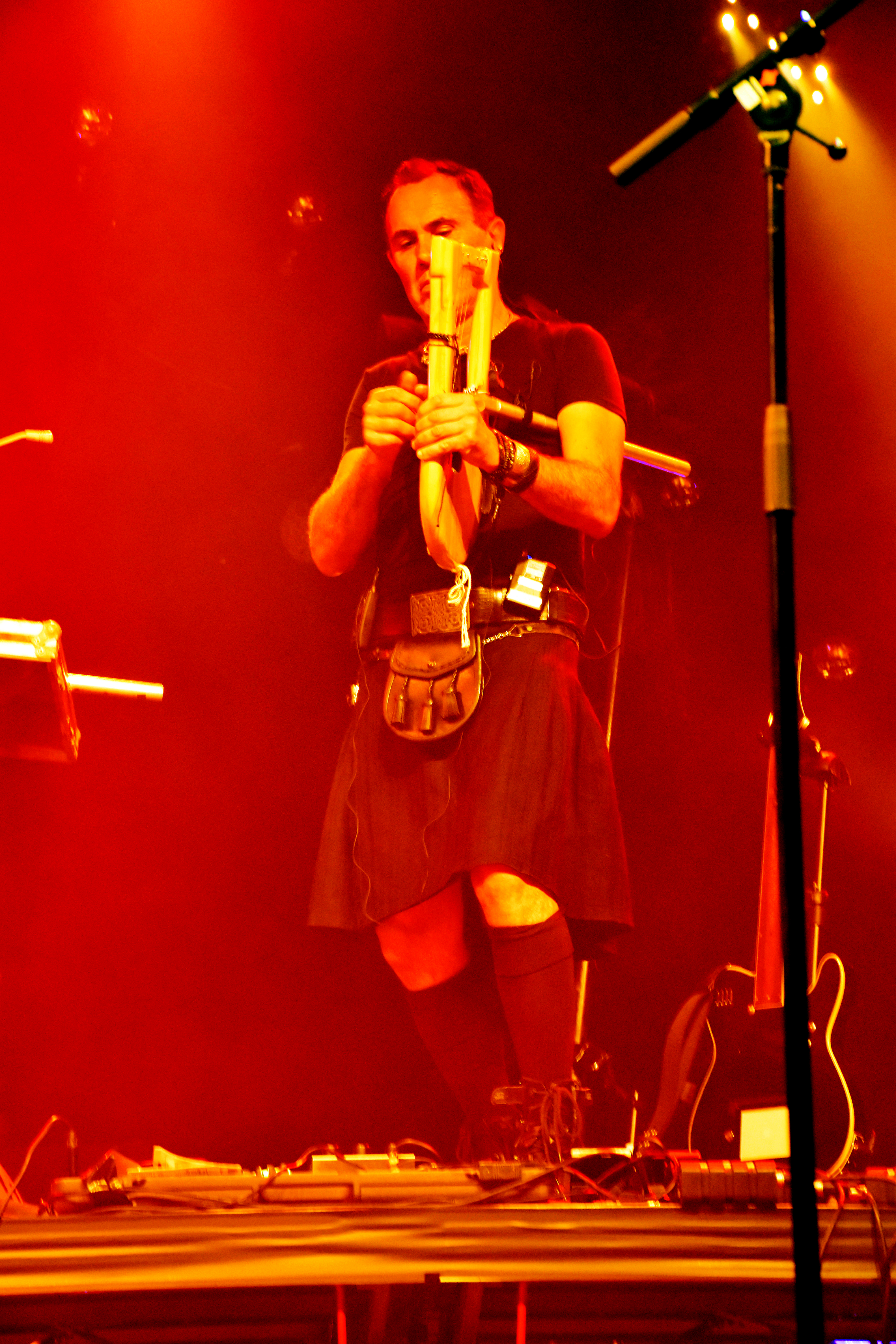
Avec sa lyre en août 2019.
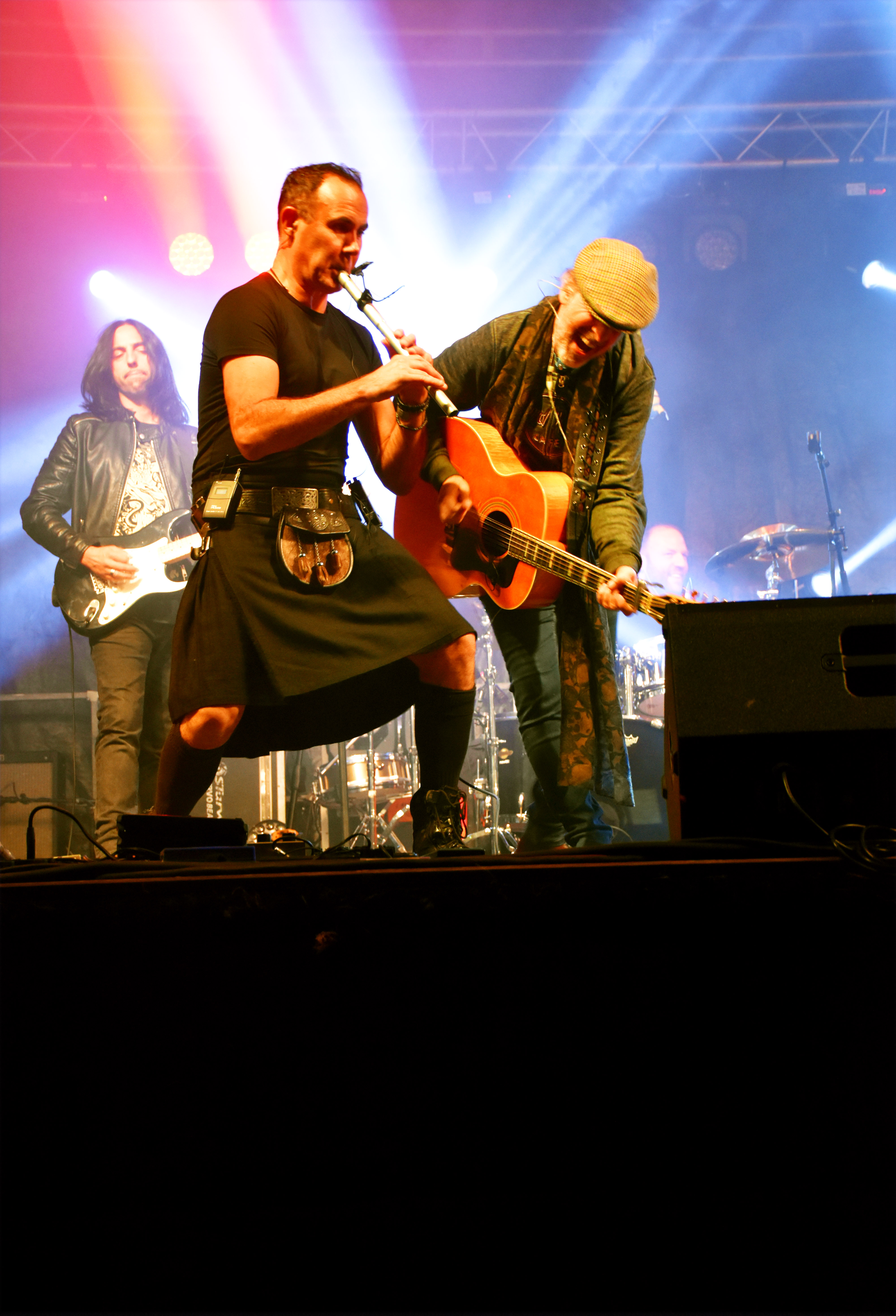
Avec Excalibur d'Alan Simon, à Langouët le 19 octobre 2019.
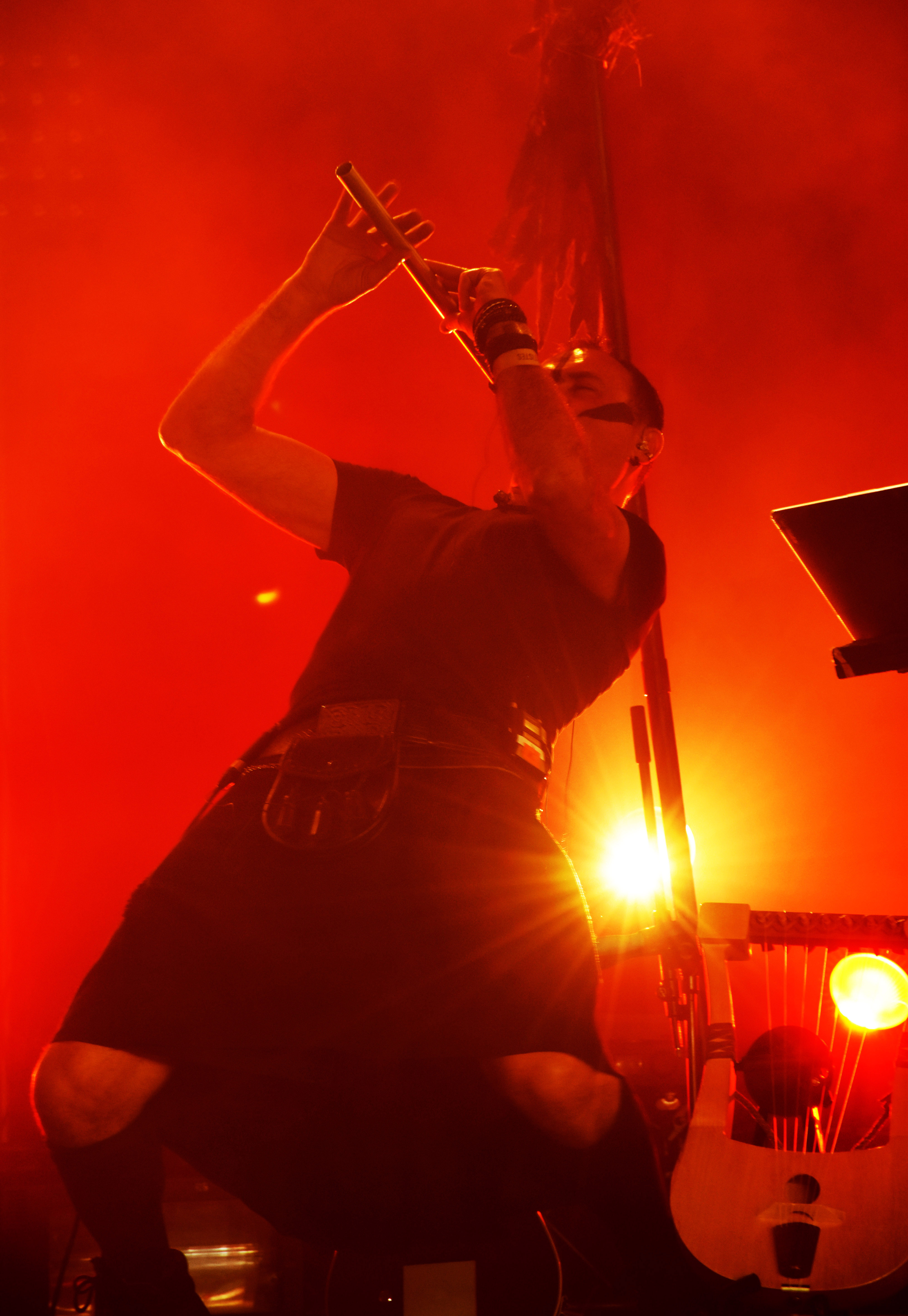
Au Motocultor 2019 avec Alan Stivell
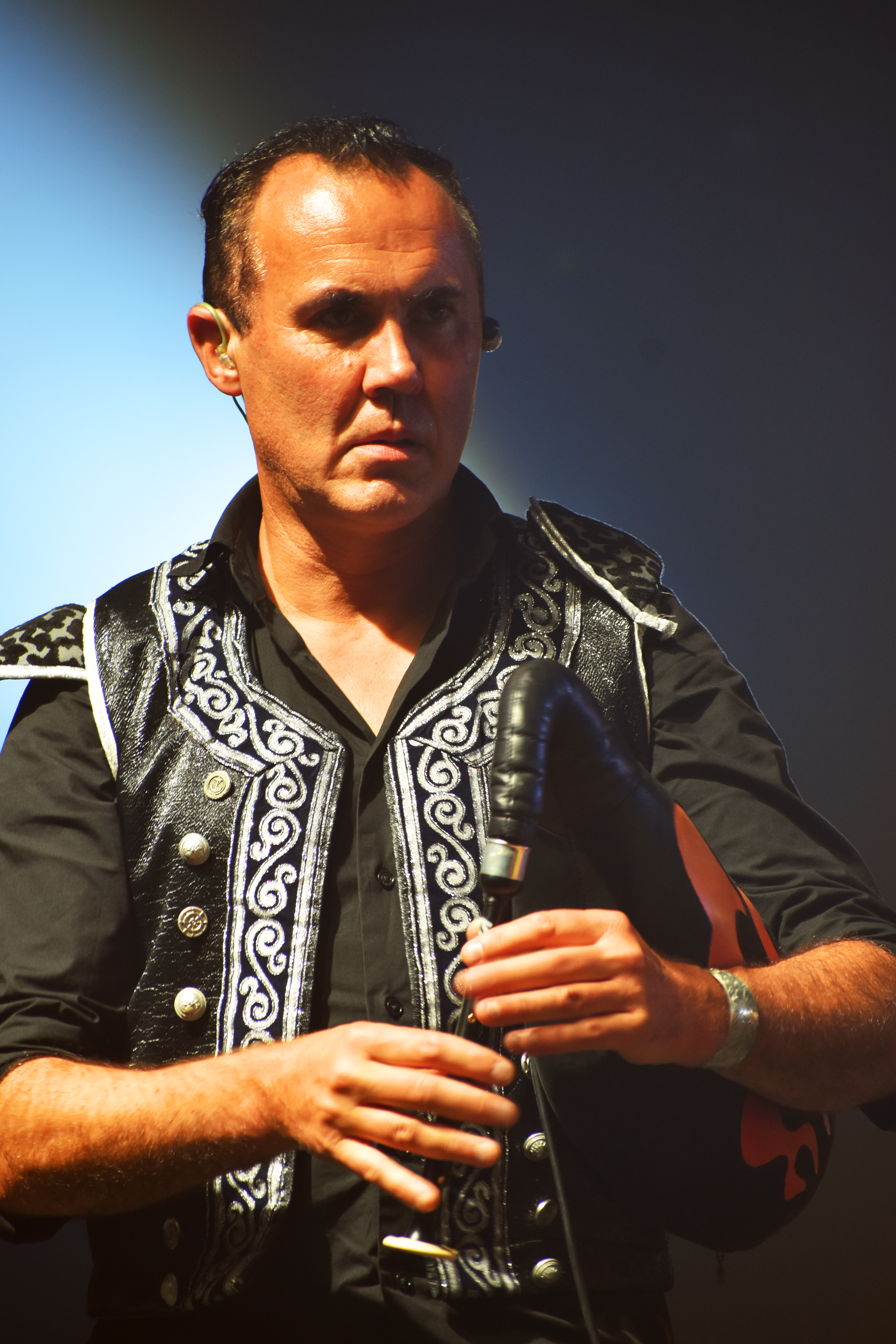
Avec Tri Yann à Brest le 13 septembre 2020
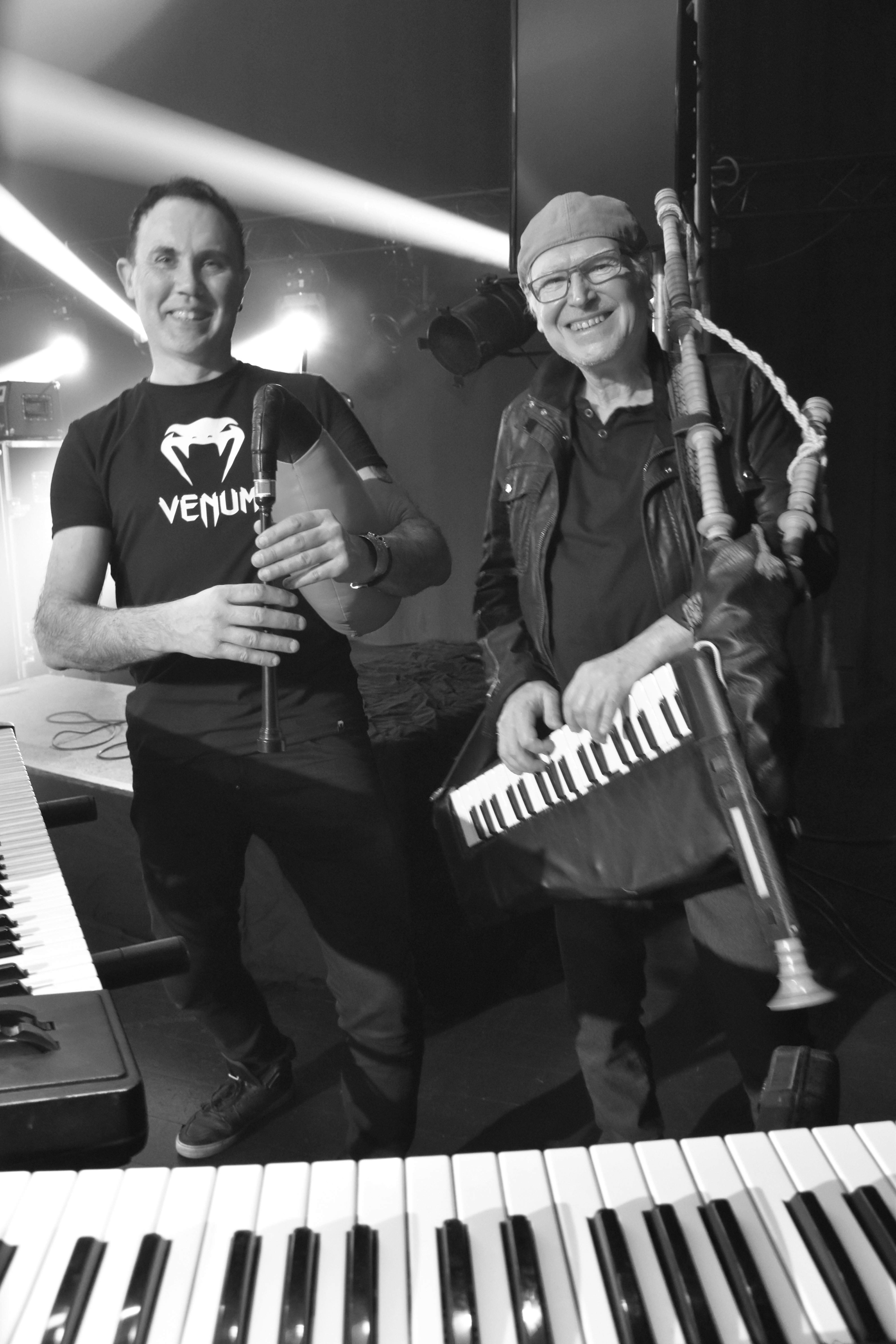
Avec Jérôme Gueguen de Stone Age à Pleyben, le 18 janvier 2021.
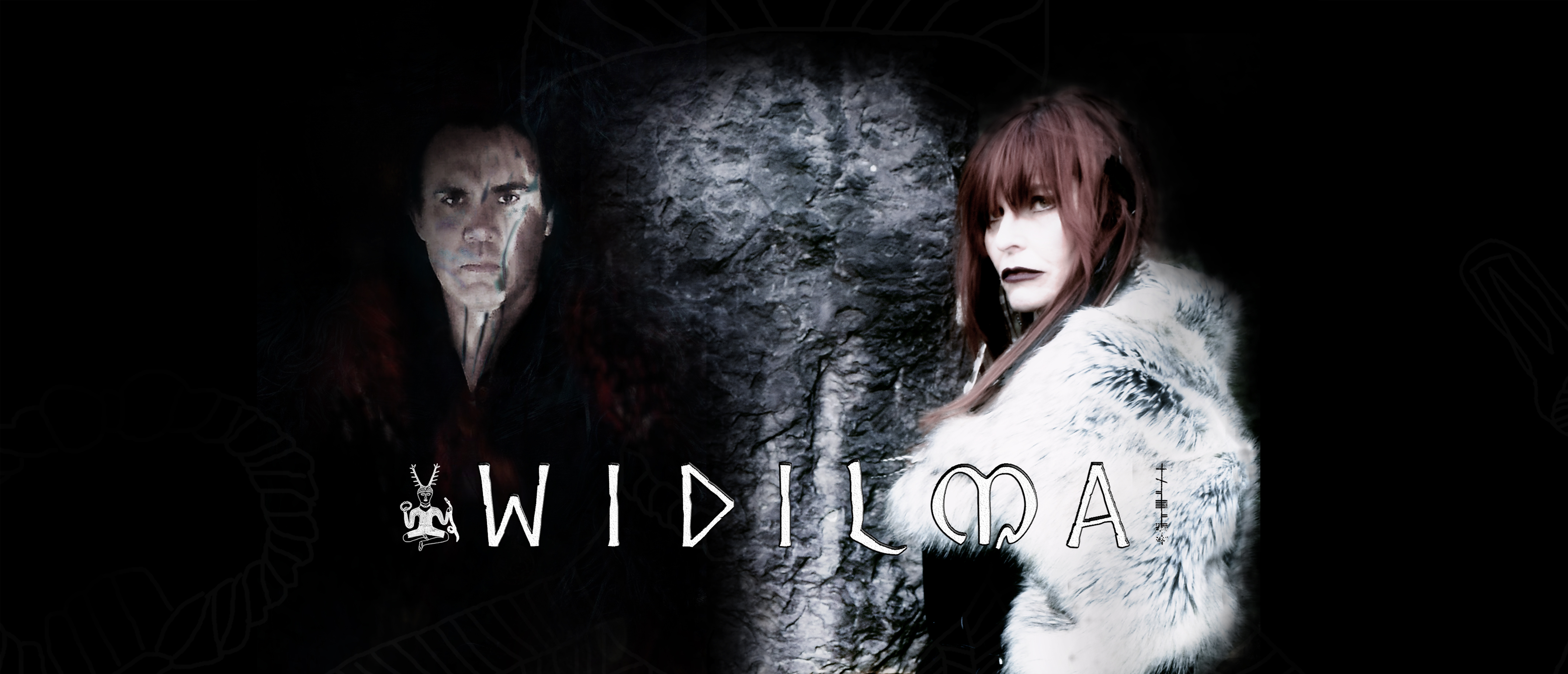
Widilma 2021
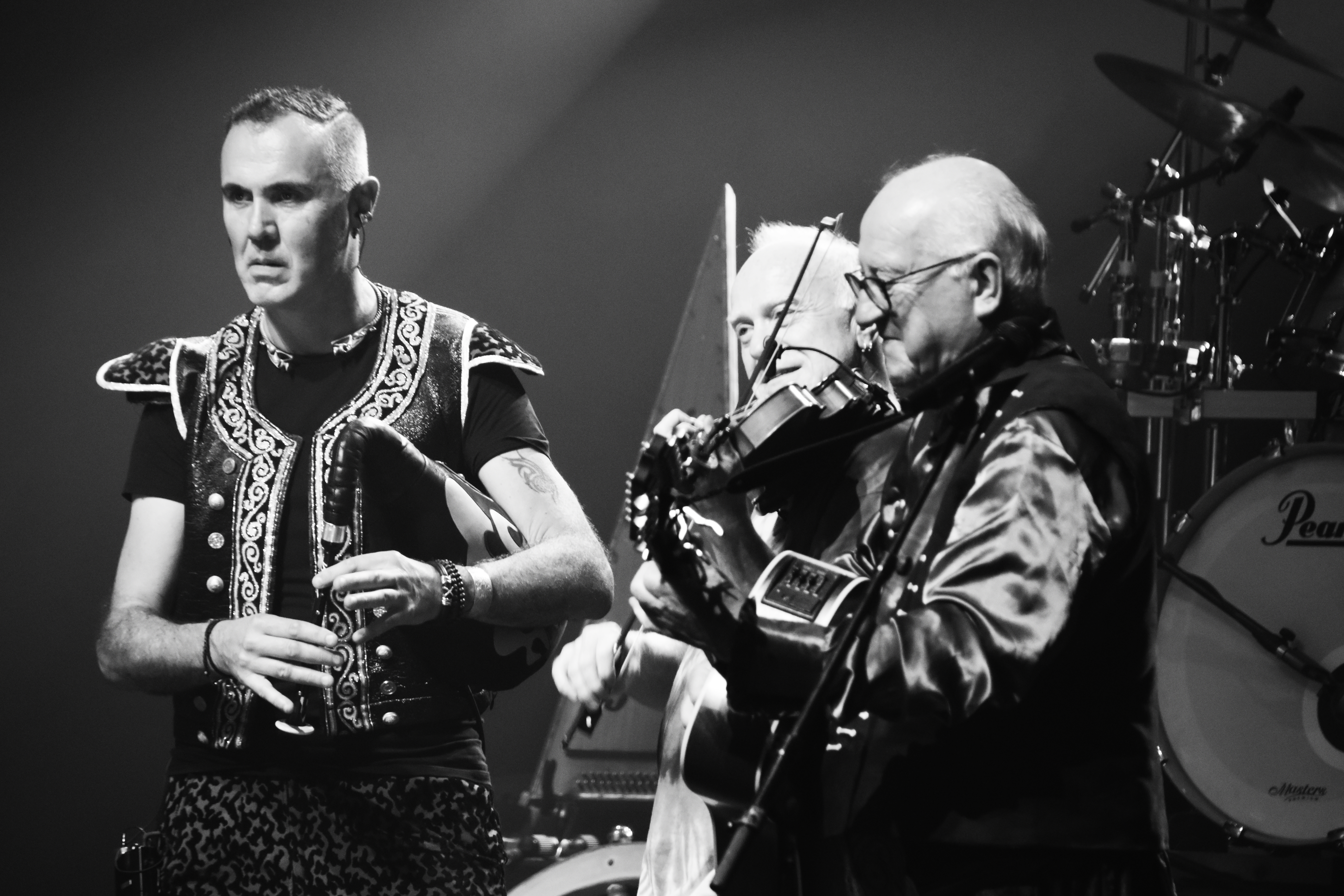
Avec Tri Yann lors de leur tout dernier concert à Nantes, le samedi 11 septembre 2021
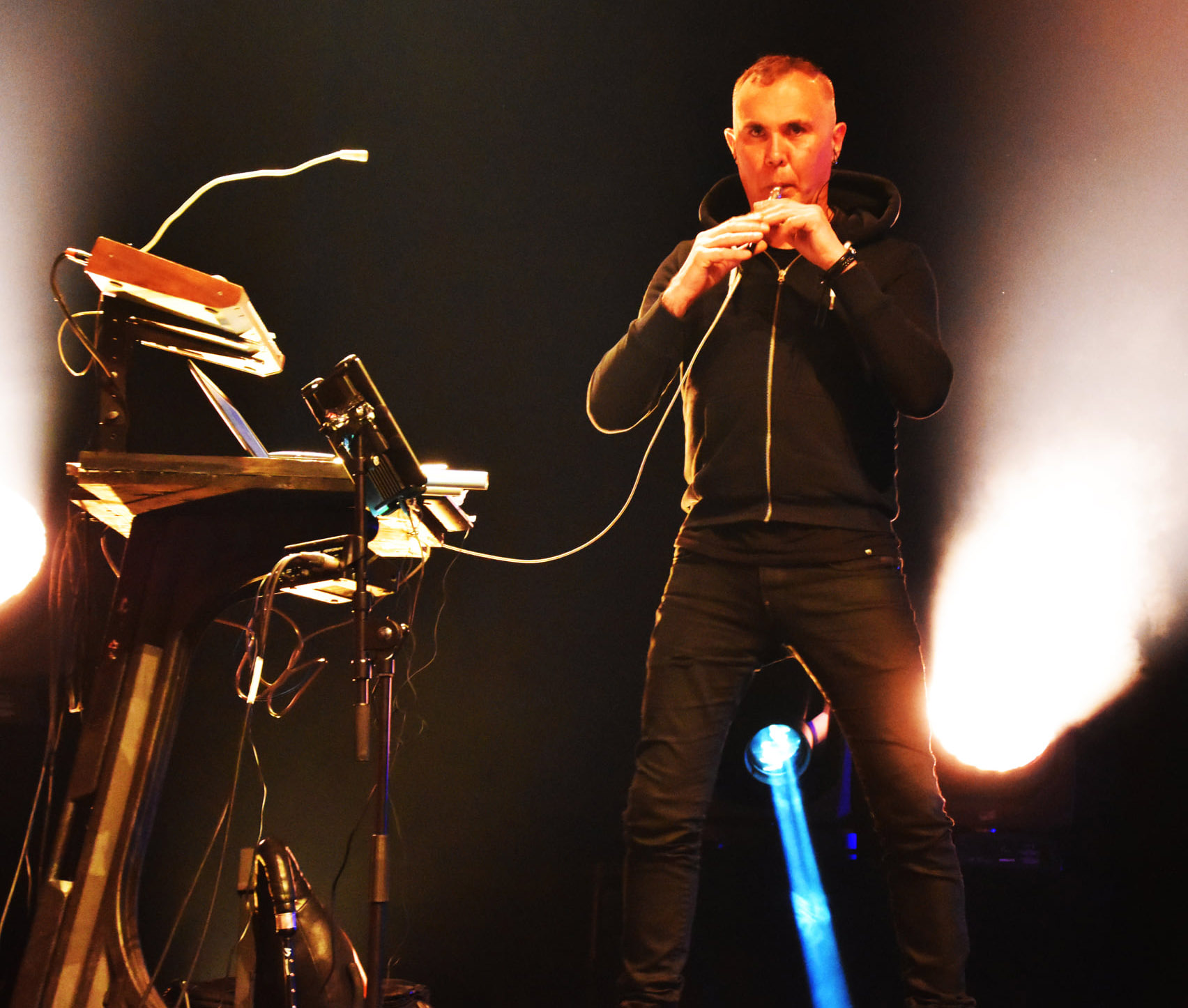
Avec Stone Age à Landivisiau, novembre 2021
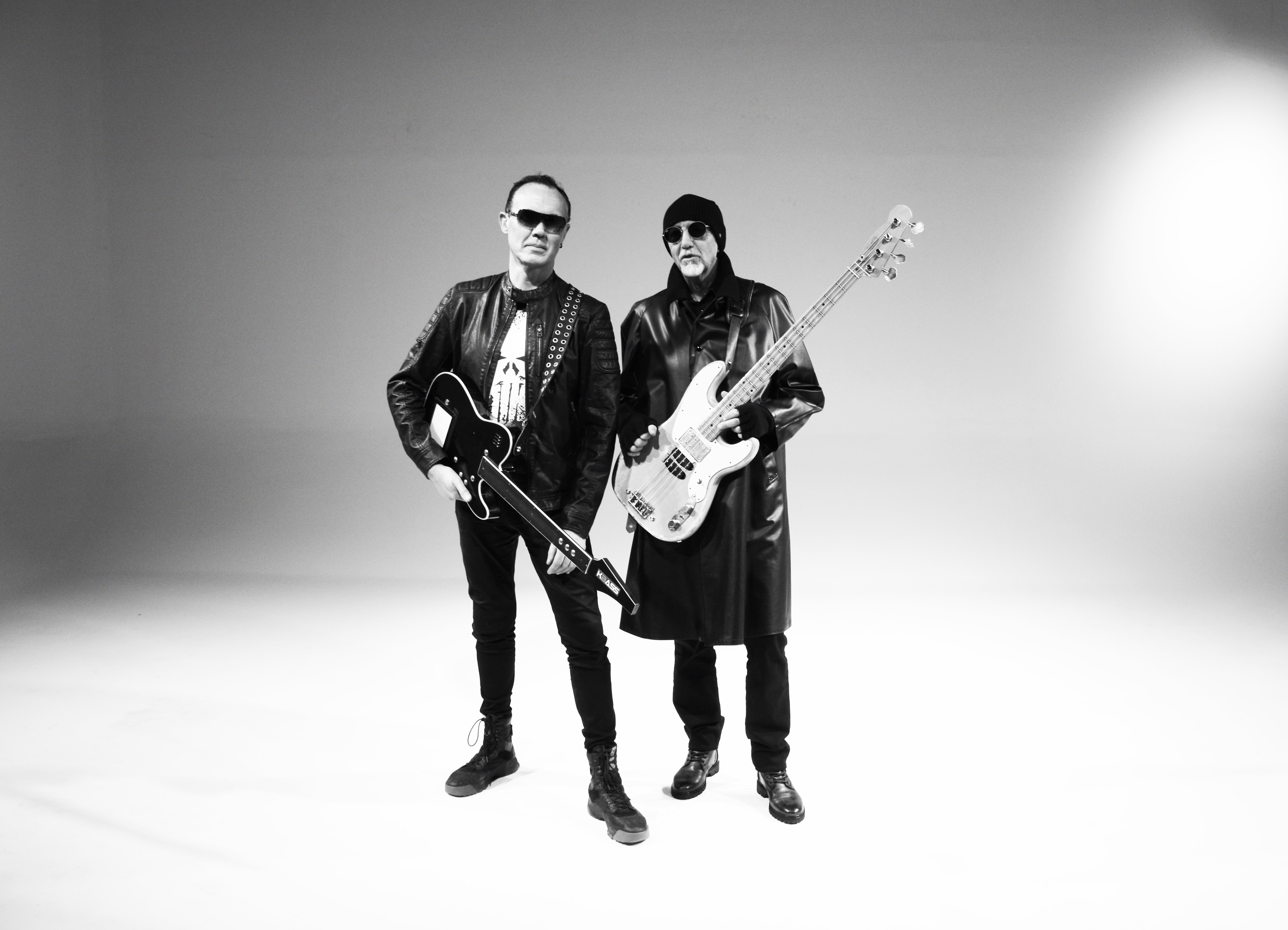
Avec Michel Valy (Stone Age) le 1er mars 2022
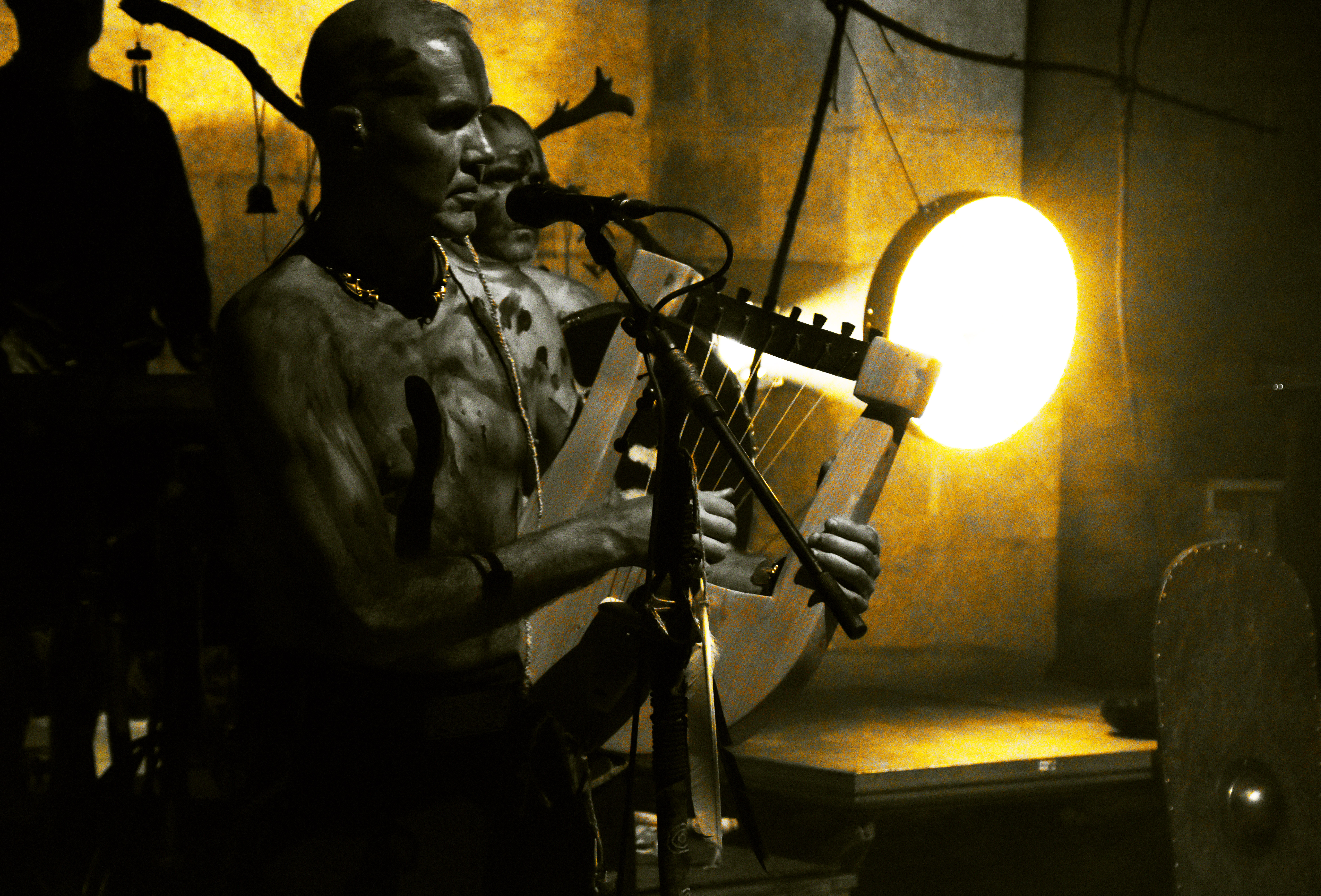
Avec Widilma en concert à Pontivy le 25 août 2022
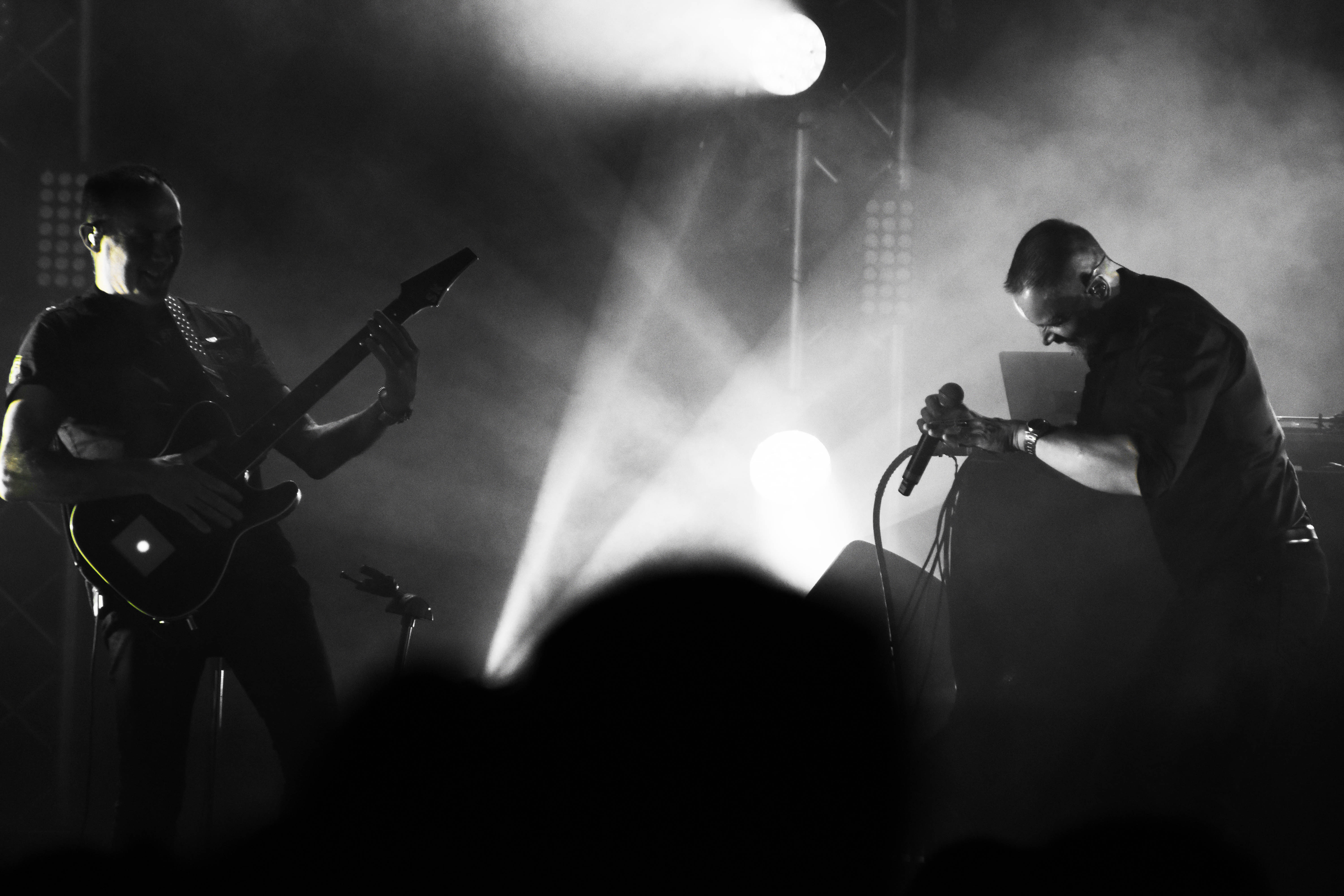
Avec Manau en concert à Quimper, Juillet 2023.

## Discographie

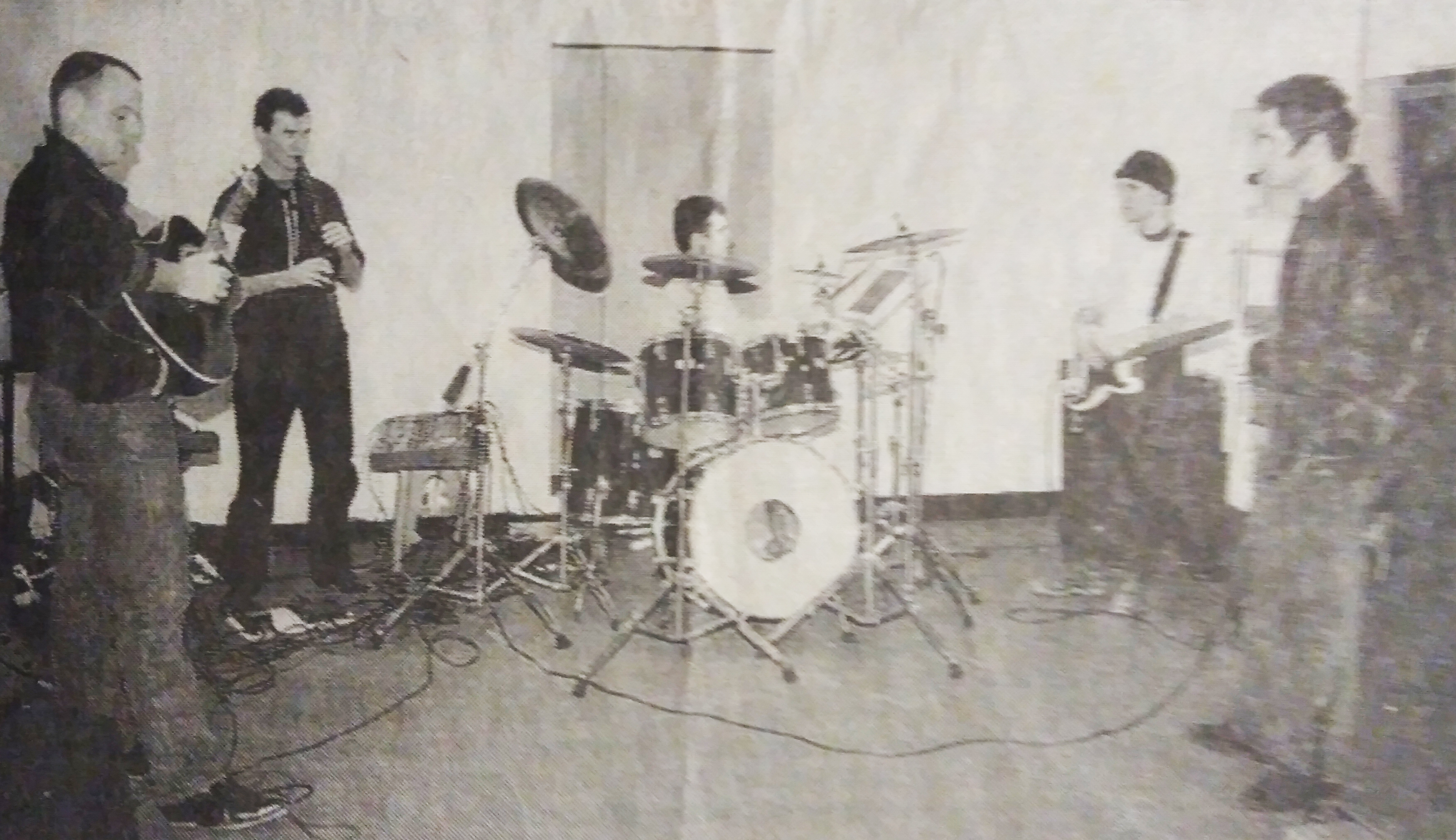
Kadwaladyr en 1992 - de gauche à droite : Olier Le Fresne, Konan Mevel, Gurvan Mevel, Nikolaz Davalan et Gwenael Mevel.

### Kad + Belshama
- 1992 : Passenger To Is
- 1993 : No Man's Lann
- 1994 : The Last Hero
- 1997 : 18'61

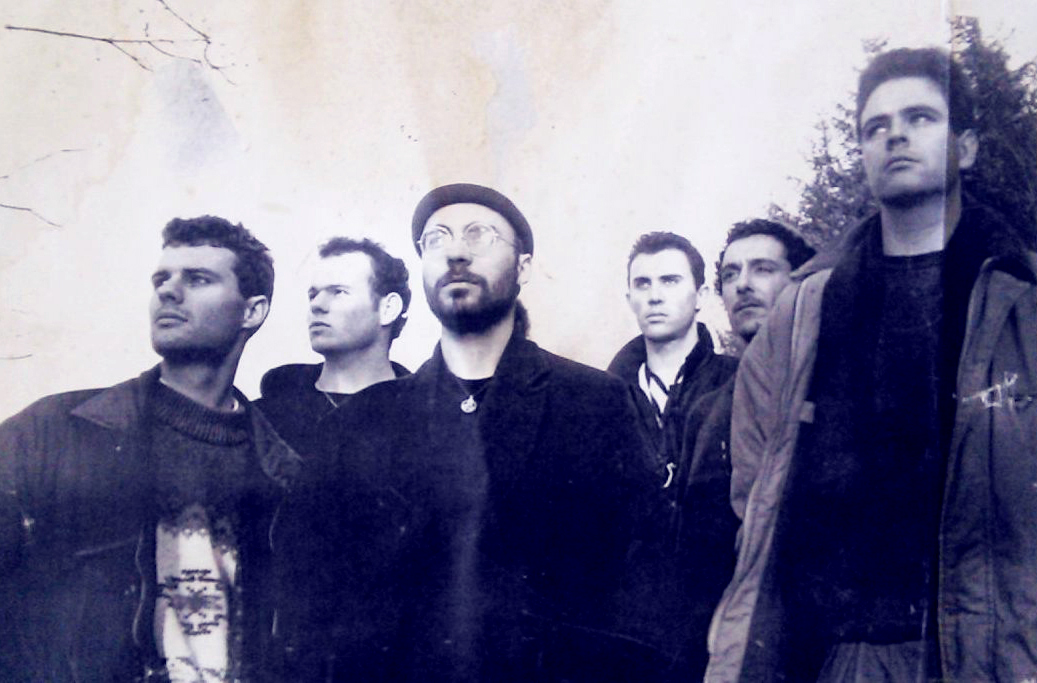
Kadwaladyr en 1994 - de gauche à droite : Gurvan Mevel, Olier Le Fresne, Vincent Dubois, Konan Mevel, Acene Ayachi et Gwenael Mevel.

- 2000 : Belshama (Afro Gaelic Groove Tribe)

### Skilda
- 2003 : 13 dreams
- 2008 : Spas
- 2008 : Glenan blue
- 2010 : Beò
- 2012 : Skyewalker

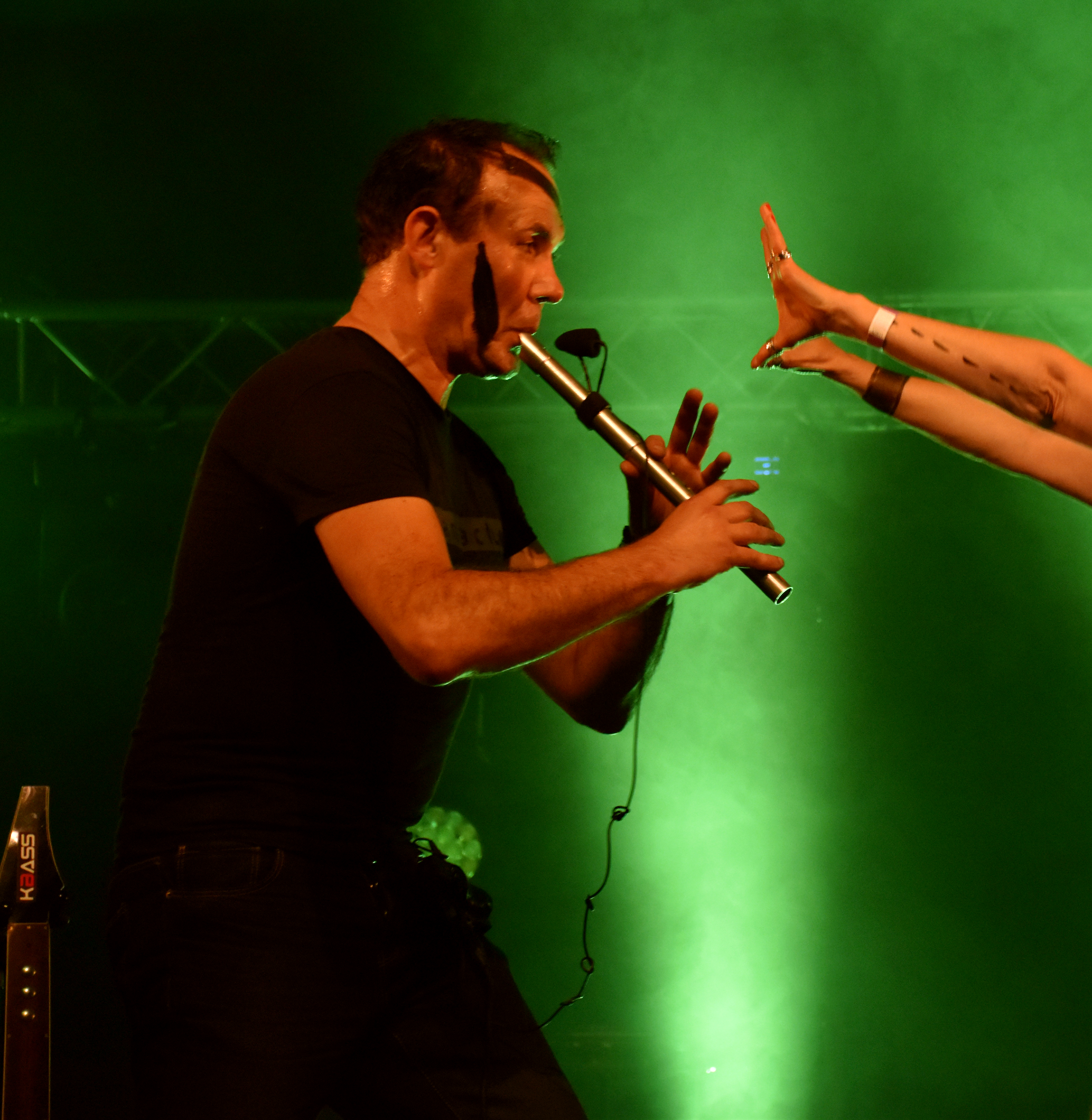
Avec Skilda juin 2019

- 2017 : The Return of the Skyewalker
- 2018 : Breathe (EP)

### Tri Yann
- 1999 : Bretagnes à Bercy (live)
- 2001 : Le Pélégrin
- 2001 : 30 ans au Zénith (live)
- 2003 : Marines
- 2004 : La Tradition symphonique 2 (live)
- 2007 : Abysses
- 2011 : Rummadoù (Générations)
- 2012 : Le concert des 40 ans (live)
- 2016 : La Belle enchantée
- 2019 : 50 ans de scène (live)

### Avec Kohann
- 2007 : Hypnotic
- 2007 : La Journée de la jupe (BO)

### Avec Alan Simon

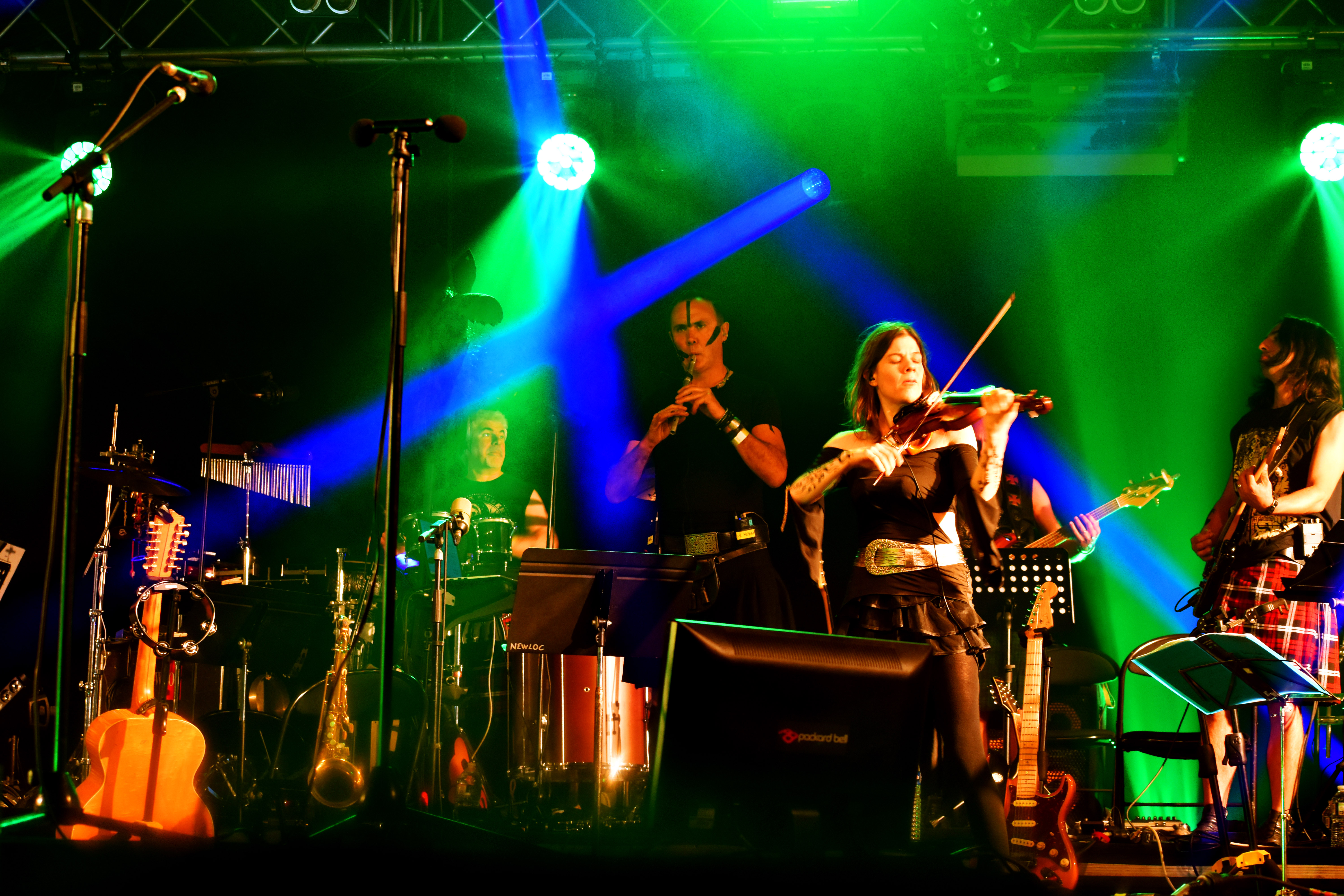
Avec Excalibur en août 2019

- 2000 : Excalibur - Le Concert Mythique
- 2009 : Anne de Bretagne - Le Rock opéra
- 2010 : Anne de Bretagne - Live au château des Ducs de Bretagne
- 2012 : Excalibur III - The Origins
- 2013 : Excalibur - Live à Brocéliande
- 2014 : Tristan et Yseult
- 2014 : Tristan & Yseult live in Armorica (DVD+CD)
- 2016 : Songwriter
- 2017 : Excalibur IV - The Dark Age Of The Dragon

### Participations
- 2001 : Strinkadenn'Ys de Seven Reizh
- 2002 : Caldea Music II de Tim Blake
- 2014 : Origins d'Eluveitie[12]
- 2017 : Breizh eo ma bro ! (album collectif breton)
- 2018 : Human~Kelt d'Alan Stivell
- 2021 : Bubry Road de Stone Age

## Filmographie
- 2008 : Spas - Skilda (DVD)

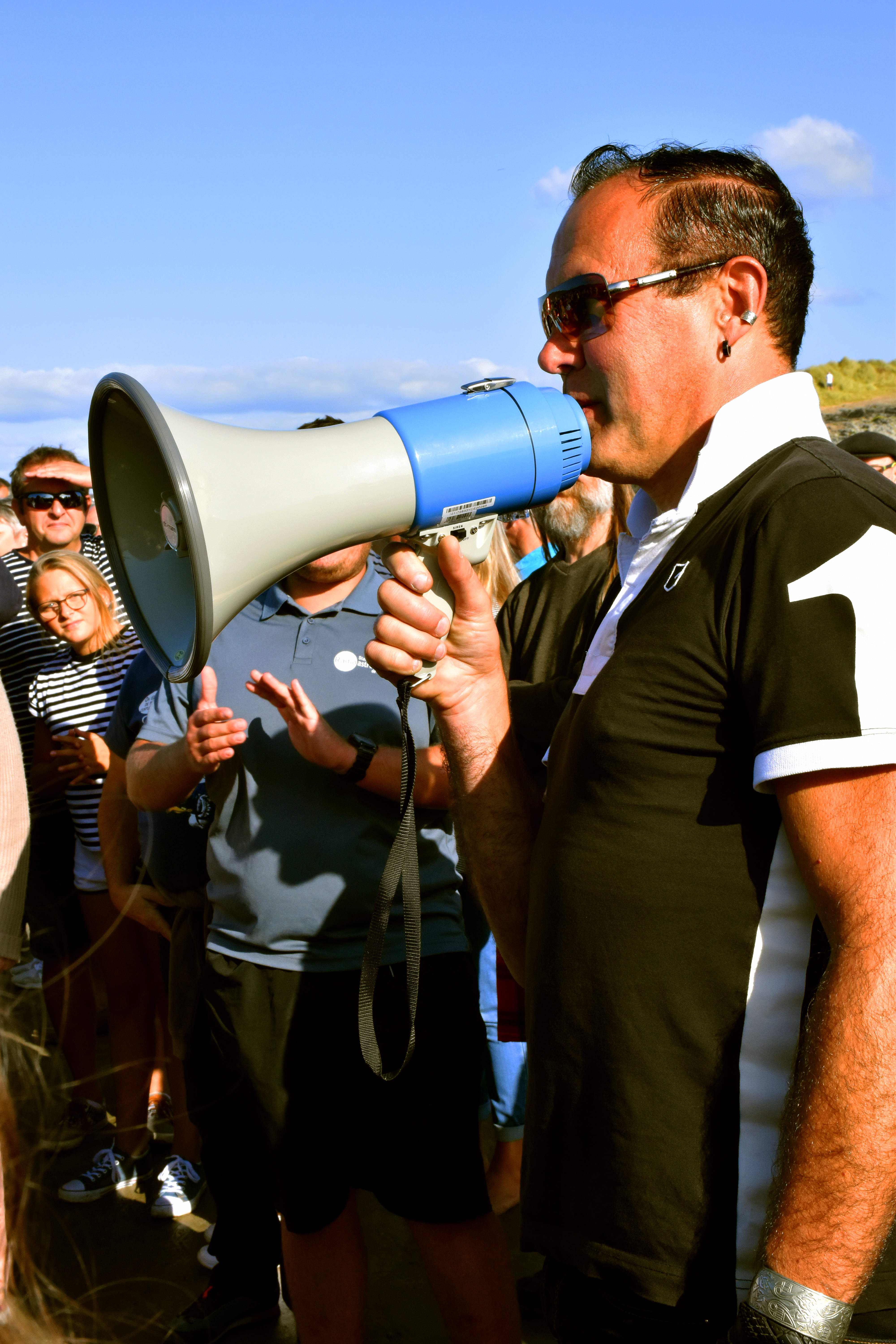
Konan Mevel, réalisateur, lors du dernier clip des Tri Yann en septembre 2019

- 2013 : Colourful Sin - Skilda (clip)
- 2013 : Walls - Skilda (clip)
- 2013 : Tristan & Yseult (clips et making of)
- 2014 : Show you the way - Attababy (clip)
- 2015 : La Compagnie grise (commercial trailer)
- 2015 : Cap'taine Kid - Alan Simon (making of)
- 2016 : Resurection - Kohann (clip)
- 2016 : Wendyland - Kohann (clip)
- 2016 : La Belle enchantée - Tri Yann (trailer)
- 2016 : La bonne fam au courti - Tri Yann (clip)
- 2016 : The Searcher (film trailer)
- 2017 : Koad An Noz - Dom DufF (clip)[13]
- 2017 : Dannsa - Skilda (clip)
- 2017 : Wild - Skilda (clip)
- 2017 : Blue horse, white sea - Skilda (clip)
- 2018 : Take me there - Skilda (clip)
- 2018 : Breathe - Skilda (clip)
- 2018 : Escape - Skilda (clip)
- 2019 : Liesliv - Dom DufF (clip)
- 2019 : Télévision, France Télévision, FR3, émission en différé le 14 août à 23h 15', Festival "Les Nuits Salines" du 20 juillet, Konan Mevel est le multi-instrumentiste du concert de Tri Yann.
- 2020 : Bubry Road - Stone Age (Clip)
- 2021 : You Know - Stone Age (Clip)
- 2022 : Maureenig ar Rouz - Stone Age (Clip)